# Marcus Hahnemann
Marcus Stephen Hahnemann (Seattle, 15 giugno 1972) è un ex calciatore statunitense con passaporto tedesco, di ruolo portiere.

## Biografia
I suoi genitori sono tedeschi e provengono da Wentorf bei Hamburg, Schleswig-Holstein, e hanno vissuto ad Amburgo prima di emigrare dalla Germania Ovest verso gli Stati Uniti dove lui è nato.

## Carriera

### Club
Il 25 settembre 2011 firma con l'Everton.

### Nazionale
Dal 1994 al 2011 ha indossato la maglia della nazionale statunitense per nove volte ed è stato convocato per il Mondiale 2006.

## Statistiche

### Cronologia presenze e reti in nazionale
| Cronologia completa delle presenze e delle reti in nazionale ― Stati Uniti | Cronologia completa delle presenze e delle reti in nazionale ― Stati Uniti | Cronologia completa delle presenze e delle reti in nazionale ― Stati Uniti | Cronologia completa delle presenze e delle reti in nazionale ― Stati Uniti | Cronologia completa delle presenze e delle reti in nazionale ― Stati Uniti | Cronologia completa delle presenze e delle reti in nazionale ― Stati Uniti | Cronologia completa delle presenze e delle reti in nazionale ― Stati Uniti | Cronologia completa delle presenze e delle reti in nazionale ― Stati Uniti |
| Data                                                                       | Città                                                                      | In casa                                                                    | Risultato                                                                  | Ospiti                                                                     | Competizione                                                               | Reti                                                                       | Note                                                                       |
| -------------------------------------------------------------------------- | -------------------------------------------------------------------------- | -------------------------------------------------------------------------- | -------------------------------------------------------------------------- | -------------------------------------------------------------------------- | -------------------------------------------------------------------------- | -------------------------------------------------------------------------- | -------------------------------------------------------------------------- |
| 19-11-1994                                                                 | Port of Spain                                                              | Trinidad e Tobago                                                          | 1 – 0                                                                      | Stati Uniti                                                                | Amichevole                                                                 | -1                                                                         |                                                                            |
| 22-11-1994                                                                 | Port of Spain                                                              | Giamaica                                                                   | 0 – 3                                                                      | Stati Uniti                                                                | Amichevole                                                                 | -                                                                          | 69’                                                                        |
| 13-1-1996                                                                  | Fullerton                                                                  | Stati Uniti                                                                | 1 – 1                                                                      | Honduras                                                                   | Amichevole                                                                 | -1                                                                         |                                                                            |
| 8-6-2003                                                                   | Richmond                                                                   | Stati Uniti                                                                | 2 – 1                                                                      | Nuova Zelanda                                                              | Amichevole                                                                 | -1                                                                         | 46’                                                                        |
| 7-7-2005                                                                   | Seattle                                                                    | Stati Uniti                                                                | 4 – 1                                                                      | Cuba                                                                       | Gold Cup 2005 - 1º turno                                                   | -1                                                                         |                                                                            |
| 7-9-2005                                                                   | Città del Guatemala                                                        | Guatemala                                                                  | 0 – 0                                                                      | Stati Uniti                                                                | Qual. Mondiali 2006                                                        | -                                                                          | 64’                                                                        |
| 17-10-2007                                                                 | Basilea                                                                    | Svizzera                                                                   | 0 – 1                                                                      | Stati Uniti                                                                | Amichevole                                                                 | -                                                                          | 46’                                                                        |
| 5-6-2010                                                                   | Johannesburg                                                               | Stati Uniti                                                                | 3 – 1                                                                      | Australia                                                                  | Amichevole                                                                 | -                                                                          | 46’                                                                        |
| 29-3-2011                                                                  | Nashville                                                                  | Stati Uniti                                                                | 0 – 1                                                                      | Paraguay                                                                   | Amichevole                                                                 | -1                                                                         | 46’                                                                        |
| Totale                                                                     |                                                                            | Presenze                                                                   | 9                                                                          |                                                                            | Reti                                                                       | -5                                                                         |                                                                            |

## Palmarès

### Club

#### Competizioni nazionali
- U.S. Open Cup: 1

Seattle Sounders FC: 2014
- MLS Supporters' Shield: 1

Seattle Sounders FC: 2014

### Nazionale
- Gold Cup: 1

2005